# Jürgenstorf
Jürgenstorf est une commune rurale allemande de l'arrondissement du Plateau des lacs mecklembourgeois (État du Mecklembourg-Poméranie-Occidentale), au nord-est du pays, qui se trouve à cinq kilomètres au sud de Stavenhagen. Sa population comptait 1 133 habitants au 31 décembre 2010. 

## Municipalité
Outre le village de Jürgenstorf, la municipalité regroupe les hameaux de Krummsee, Rottmannshagen (connu autrefois pour son manoir, dont il reste les bâtiments agricoles) et Voßhagen.

## Histoire
Le village a été fondé à l'époque de la colonisation des confins orientaux et porte le nom de son premier possesseur. Il est presque entièrement détruit pendant la guerre de Trente Ans et il n'y a que quatre survivants. Une nouvelle église à colombages est construite en 1700, les fondations du clocher remontant au XVe siècle.

## Personnalités liées à la ville
- Karl Friedrich Bernhard Helmuth von Hobe (1765-1822), général né à Jürgenstorf.